# Dominamühle

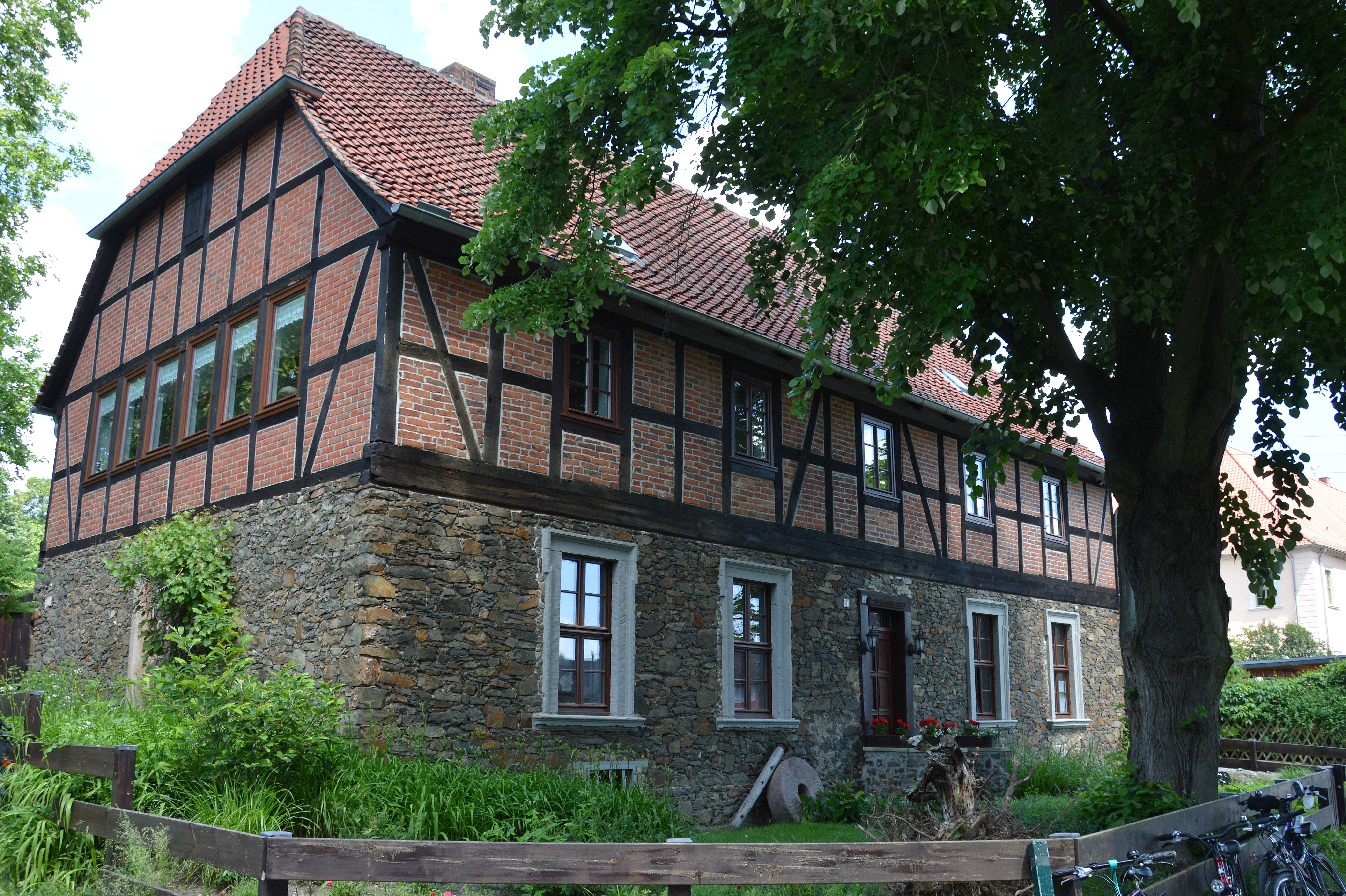
Dominamühle

Die Dominamühle, auch als Obermühle oder Ölmühle bezeichnet, ist eine denkmalgeschützte ehemalige Wassermühle im Ortsteil Althaldensleben der Stadt Haldensleben in Sachsen-Anhalt.

## Lage
Die ehemalige Mühle befindet sich an der Adresse Thomas-Müntzer-Straße 1, westlich des Klosters Althaldensleben. Westlich der Mühle erstreckt sich der bereits zum Landschaftspark Althaldensleben-Hundisburg gehörende Schwanenteich. Rund 200 Meter in ostwärtiger Richtung (entlang dem Verlauf des früheren Mühlenbebers) liegt die Untermühle.

## Architektur und Geschichte
Die Mühle war eine von sieben zum Kloster Althaldensleben gehörenden Mühlen. Nach einer Zerstörung im Dreißigjährigen Krieg wurde sie Anfang des 18. Jahrhunderts wieder aufgebaut.
Die heutige zweigeschossige Mühle war im Jahr 1790 im Stil des Barock errichtet und durch die von der Beber abzweigende, künstlich geschaffene Mühlenbeber betrieben worden. Das Erdgeschoss ist in massiver Bauweise aus Grauwacke-Bruchsteinen gebaut. Das Obergeschoss wurde in Fachwerkbauweise unter Verwendung von Eichenholz erstellt. Die Gefache sind mit Ziegeln ausgemauert. Bedeckt ist der Bau von einem hohen Krüppelwalmdach.
Bis Anfang des 19. Jahrhunderts wurde die Mühle als Getreidemühle betrieben. Die Erträge flossen an die Klosteräbtissin, die auch als Domina bezeichnet wurde, woraus sich der Name der Mühle ergibt. Johann Gottlob Nathusius übernahm dann die Mühle und ließ sie zur Ölmühle umbauen. Das Mühlrad war oberschlächtig angelegt. Als Mühle war die Anlage bis zum Anfang des 20. Jahrhunderts in Betrieb.
Die Mühle verfiel dann. Der Rat der Stadt Haldensleben fasste den Beschluss, keine Investitionen zum Erhalt der Anlage vorzunehmen. Ab 1978 bemühte sich Hartmut Neumann darum, die Mühle zum Wohnhaus umzubauen. Heute ist das Gebäude saniert und wird als Wohnhaus genutzt. Seit 2020 bemühen sich neue Eigentümer darum das Interieur wieder mit Lehmputz in einen ursprünglicheren Zustand zurückzuversetzen.
Im örtlichen Denkmalverzeichnis ist die Mühle unter der Erfassungsnummer 094 84395 als Baudenkmal eingetragen.